# Лопушаны
Лопушаны (укр. Лопушани) — село в Зборовской городской общине Тернопольского района Тернопольской области Украины.
Код КОАТУУ — 6122683102. Население по переписи 2001 года составляло 180 человек.
До 2020 года входило в Зборовский район.

## Географическое положение
Село Лопушаны находится у истоков реки Лопушанка,
ниже по течению на расстоянии в 1 км расположено село Олиев.

## История
- 1541 год — дата основания.

## Объекты социальной сферы
- Клуб.